# Mariano Acosta (Buenos Aires)
Mariano Acosta is een plaats in het Argentijnse bestuurlijke gebied Merlo in de provincie Buenos Aires. De plaats telt 54.081 inwoners.